# Елке Ерб
Елке Ерб (на немски: Elke Erb) е германска писателка и преводачка, авторка на поезия и проза.

## Биография и творчество
Елке Ерб е родена на 18 февруари 1938 г. в Шербах, провинция Северен Рейн-Вестфалия, в дома на литературоведа Евалд Ерб. През 1949 г. бащата довежда семейството в ГДР и то се установява в Хале, провинция Саксония-Анхалт.
От 1958 до 1959 г. Елке Ерб е селскостопанска работничка, а после следва германистика, славистика, история и педагогика в университета на Хале. През 1963 г. полага изпит за учител и до 1965 г. Работи като редактор в Мителдойчер Ферлаг.
От 1967 до 1978 г. е женена за поета Адолф Ендлер, с когото имат син.
След 1966 г. Елке Ерб е писател на свободна практика. През 1969 г. предприема пътуване в Грузия. Първият ѝ голям превод е стихотворения от Марина Цветаева. Ерб се изявява като автор на кратка проза, лирика и преводи на поезия предимно от руски, но също от английски, италиански, грузински и др. езици.
Близостта ѝ до независимото движение за мир, сътрудничеството с неофициална поетическа антология и протестът ѝ срещу лишаването от гражданство на бореца за граждански права журналиста Роланд Ян стават причина за следенето ѝ от ЩАЗИ. Опитът да бъде изключена от Съюза на писателите в ГДР не успява поради противодействие от местния съюз в Берлин.
Елке Ерб е член на Саксонската академия на изкуствата. През 2012 г. е избрана наново за член на Академията на изкуствата в Берлин.
Днес писателката, която навърши 80 години, живее в Берлин и сорбското село Вуишке в Горна Лужица.

## Награди и отличия
- 1988: „Награда Петер Хухел“ für Kastanienallee
- 1990: „Награда Хайнрих Ман“ (заедно с Адолф Ендлер)
- 1993: Ehrengabe der Schillerstiftung
- 1994: Rahel-Varnhagen-von-Ense-Medaille
- 1995: „Награда Ерих Фрид“
- 1995: Ehrengast der Villa Massimo in Rom
- 1995: „Награда Ида Демел“
- 1999: Norbert Conrad Kaser-Lyrikpreis
- 1999: F.-C.-Weiskopf-Preis der Akademie der Künste Berlin
- 2002: Stipendiatin im Künstlerhaus Edenkoben
- 2007: „Награда Ханс Ерих Носак“ für ihr Gesamtwerk
- 2011: „Награда на литературните домове“
- 2011: Erlanger Literaturpreis für Poesie als Übersetzung[4]
- 2012: „Награда Розвита“
- 2012: „Награда Георг Тракл за поезия“
- 2013: „Награда Ернст Яндл за поезия“
- 2014: Deutsche Schillerstiftung: Anke Bennholdt-Thomsen-Lyrikpreis[5]
- 2016: Liliencron-Dozentur für Lyrik
- 2018: „Награда Мьорике“ на град Фелбах
- 2020: „Награда Георг Бюхнер“